# Adir Botelho
Adir Botelho (Rio de Janeiro, 1932) é um artista plástico e professor brasileiro. É professor catedrático da Escola de Belas Artes (EBA) da UFRJ.

## História
Adir Botelho começou a gravar com Raimundo Cela na EBA/UFRJ em 1951,onde havia se graduado em pintura, trabalhando como seu assistente até 1954. A partir de 1955, foi assistente de Oswaldo Goeldi, que sucedera a Cela na cátedra de Gravura da EBA. Em 1961, com a morte de Goeldi, Botelho assumiu a cátedra. Participou da V e IX Bienais de São Paulo e trabalhou por muitos anos como ilustrador no jornal O Globo.
Professor conceituado, também teve projeção como decorador de grandes ambientes, tendo iniciado seus trabalhos com a ornamentação da Avenida Presidente Vargas para o carnaval. Figura importante como artista plástico e decorador, criou A Trinca, com os colegas David Ribeiro e Fernando Santoro, empresa dissolvida após a morte de David. Com A Trinca, venceu o concurso de decoração da cidade do Rio de Janeiro com os sobrados de Debret. Outro importante trabalho seu foi baseado na música A Banda, de Chico Buarque, o qual foi exibido no Canecão.
Botelho pesquisou extensamente a história de Canudos e de Antônio Conselheiro e criou centenas de xilogravuras sobre o tema, reunidas no livro Canudos - Xilogravuras, que ganhou da Associação Brasileira de Críticos de Arte (ABCA) o prêmio da de melhor livro de arte nacional em 2002. Recentemente, Botelho reuniu no volume Canudos: agonia e morte de Antônio Conselheiro: desenhos a carvão uma série de suas gravuras sobre Canudos e Antônio Conselheiro, desta vez desenhadas a carvão.